# بين كيمورا
بين كيمورا (باليابانية: 木村勉؛ بالكانا: きむら べん) هو سياسي ياباني، ولد في 15 أغسطس 1939 في طوكيو في اليابان. حزبياً، نشط في الحزب الليبرالي الديمقراطي الياباني. وقد انتخب عضو مجلس النواب من اليابان.

## وصلات خارجية
- الموقع الرسمي